# Lene Nystrøm
Lene Grawford Nystrom (Tonsberg, 2 de outubro de 1973) é uma cantora e compositora norueguesa, mais conhecida por ser a vocalista da banda Aqua.

## Biografia
Durante sua adolescência, Lene interessou-se em ser modelo ou garçonete em adulta.
Quando entrou para o Aqua, estava namorando René Dif, também do Aqua, mas depois começou um namoro com o também músico norueguês Morten Harket (vocalista e líder do A-ha) e depois um relacionamento com o outro integrante do Aqua, Søren Rasted, com o qual acabou se casando e tendo dois filhos. Cogita-se que isso também tenha sido um dos motivos dos desentendimentos entre os integrantes René Dif e Søren Raste, o que acabou gerando o fim da banda.
Em 2004, ela engravidou e em 6 de novembro do mesmo ano, nasceu o primeiro filho deles, uma menina chamada India. Em 2006, nasceu Billy, o segundo filho deles.

## Carreira

### Aqua
Em 1994, Lene lançou então sua faixa musical da então conhecida operação verde, criada por René em um navio. Ele a apresentou para Søren e Claus, os outros dois componentes do grupo, que encontraram a voz e a atitude certa para formar o novo grupo musical, Joyspeed, que no futuro mudaria de nome para Aqua.
O grupo terminou em 2001, devido às diferenças pessoais entre os membros, provavelmente entre Lene e René.

### Solo
Em 2003, ela lançou seu primeiro (e único) álbum a solo, Play With Me, que não fez muito sucesso, ficou em 74.º lugar na Noruega. Mas os singles fizeram bastante sucesso, onde It's Your Duty ficou em 3.º lugar na Dinamarca, seguido de Pretty Young Thing.
Duas de suas músicas são covers: Pretty Young Thing é cover da música de Stella Soleil, e Here We Go é um cover da música de Moonbaby.
Ela também contribuiu com o CD de seu marido Søren Rasted, Lazyboy TV, na canção I Love New York.

### Compositora
Atualmente, ela escreve canções para outros grupos de música pop, como No Good Advice e You Freak Me Out, para o primeiro álbum de Girls Aloud, Sound of the Underground. No Good Advice foi um grande sucesso, enquanto You Freak Me Out participou do filme Freaky Friday, da Disney. Pretty Young Thing ganhou uma versão cover de Tina Cousins, e a versão de Lene de Here We Go ganhou uma versão cover de Girls Aloud em seu segundo álbum, What Will The Neighbours Say?.

## Discografia

### Álbuns
Play With Me, (2003)
1. "Virgin Superstar" (Anders Bagge, Arnthor Birgisson, Karen Poole, Lene & Sebastian Nylund)
2. "Pretty Young Thing" (Stella Katsoudas, Steve Torch & Walter Turbitt)
3. "It's Your Duty" (Karen Poole, Lene & Lucas Secon)
4. "Play With Me" (Jens Bjurman, Karen Poole, Lene & Per Kalenius)
5. "Bad Coffee Day" (Anders Bagge, Arnthor Birgisson, Karen Poole, Lene & Sebastian Nylund)
6. "Here We Go" (Brian Higgins, Lene, Matthew Robert Gray & Miranda Cooper)
7. "Bite You" (Angela Hunte, Jens Bjurman, Lene & Per Kalenius)
8. "Up in Smoke" (Christian Lars Karlsson, Felix Howard, Henrik Jonback & Pontus Winnberg)
9. "We Wanna Party" (Brian Higgins, Lene, Lisa Cowling, Miranda Cooper & Xenomania)
10. "Pants Up" (Kandi Burruss)
11. "Surprise" (Jens Bjurman, Per Kalenius & Ruby Amanfu)
12. "Scream" (Dawn Jones, Lene & Soren Rasted)
13. "Doin' It To You" (Felix Howard, Jens Bjurman & Per Kalenius) (Japanese Bonus Track)
14. "Paper Bag" (Joakim Björklund & Savan Kotecha) (Japanese Bonus Track)

### Singles
- "It's Your Duty" (2003)
- "Pretty Young Thing" (2003)
- "Here we go" (2004)
- "Hvor Små Vi Er" (2005) (Benefic featuring Lene)
- "I Love New York" (2005) (Lazyboy featuring Lene)

### Outros
- "Queen For A Day" (Luciana Caporaso & Mike Mangini)
- "As Good As It Gets"
- "Pole Position"
- "Two Directions" (1992) (primeira gravação de Lene)